# Hartmann von Lobdeburg

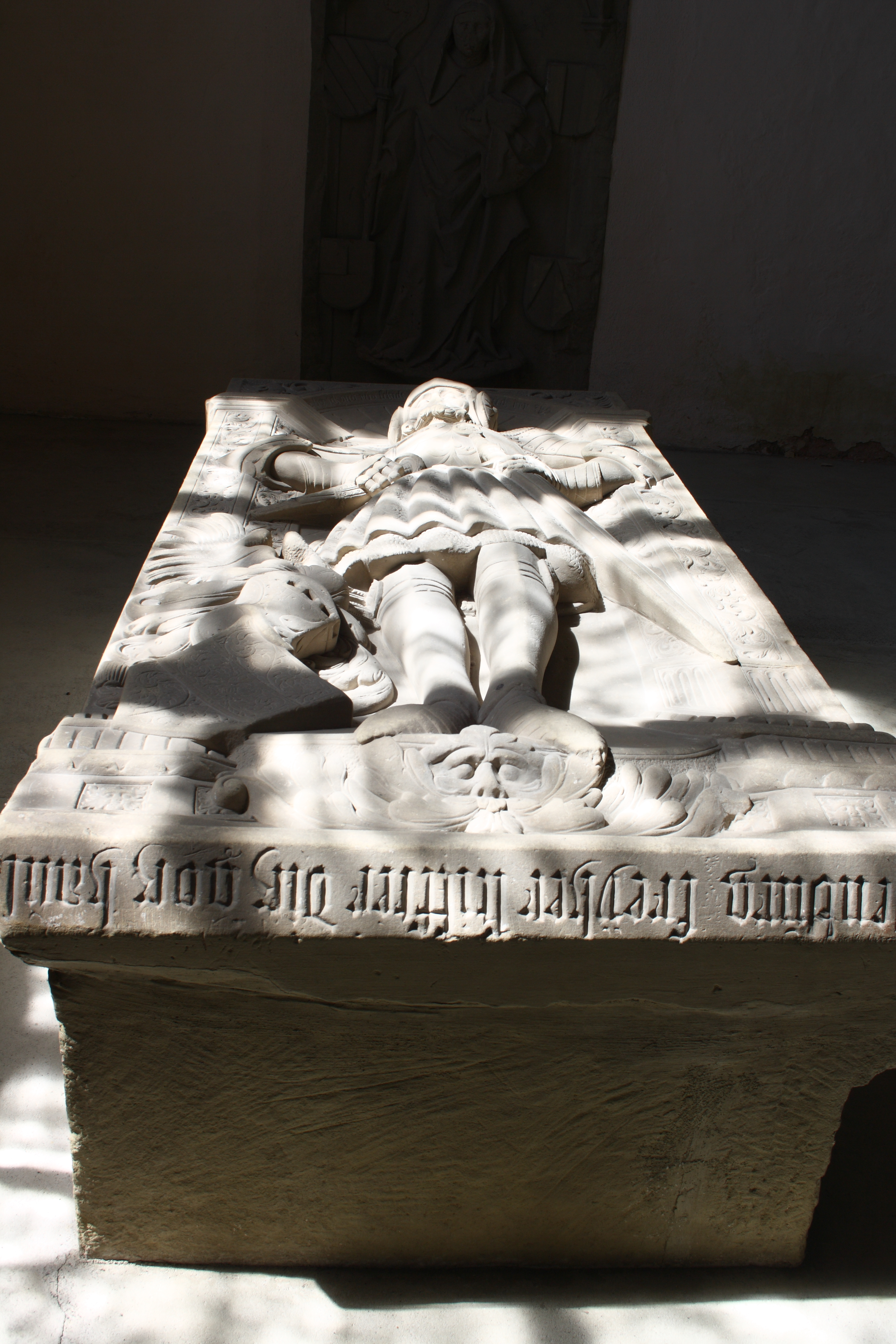
Grabmal für Hartmann von Lobdeburg in der ehemaligen Benediktinerklosterkirche St. Maria in Auhausen

Hartmann von Lobdeburg († vor 16. September 1150) war Grundherr in Auhausen. Hartmann stammte aus der edelfreien Familie der Herren von Auhausen und war Ahnherr und Begründer der späteren dynastischen Familie der Herren von Lobdeburg im Saaletal ab 1133.

## Leben
Er stammte aus einer seit 959 urkundlich in Auhausen a. d. Wörnitz im Nordries ansässigen edelfreien Familie. Die Namen seiner Eltern sind nicht bekannt. Er wird als Hartmann von Alerheim 1129 in einer Eichstätter Urkunde, als Hartmann von Auhausen 1133 in einer Naumburger Urkunde, wiederum als Hartmann Graf von Alerheim 1147 in einer Bamberger/Nürnberger Urkunde genannt. Sein Geburtsdatum kann man um 1100, wahrscheinlicher kurz vor 1100 ansetzen. Zwischen 1129 und 1132 gründete er in Auhausen mit dem größten Teil seines Eigenbesitzes (Allods) das Kloster St. Maria und St. Godehard und zog vor Februar 1133 mit seiner Familie, darunter die drei damals minderjährigen Söhnen Rapoto, Hartmann (I.) und Otto (I.) in das Kolonialland im westlichen Osterland auf der Elster-Saale-Platte (geographisch) und ließ sich im Saaletal in Lobede, heute Lobeda und OT von Jena, nieder. Dies geschah im Rahmen des Landesausbaus unter König Lothar III. Lothar III. (HRR) Ob er sich von Lobdeburg nannte, ist urkundlich nicht zu belegen. Nach Volljährigkeit der Söhne um 1140 reichten die Einkünfte noch nicht für drei selbständige Haushalte von Vater und zwei Söhnen aus. Der Sohn Rapoto wurde Kleriker in Speyer (Rabodo von Lobdaburg). Hartmann übernahm daher wieder die Funktion eines Burggrafen der Burg Alerheim im Ries. Sehr wahrscheinlich ist er hier verstorben und in Auhausen begraben worden.
In der heutigen evangelischen Pfarrkirche, der ehemaligen Benediktinerklosterkirche St. Maria und St. Godehard in Auhausen, befindet sich im südlichen Anbau ein Grabmal für ihn. Die Umschrift um die Platte in deutscher Frakturschrift auf der 2,05 m langen und 1,02 m breiten Sarkophagplatte lautet: ALS MAN ZALT NACH CHRISTI GEPVRT 9 HVNDERT 58 IAR STARB DER EDEL VND WOLGEPORN HER HARTMANN VON LODENBVRG FREYHER STIFTER DIEZ GOCZHAVS DEM GOTT GENAD. ANNO 1542 IST DER STEIN ERNEIERT WORTEN GOTT SEI LOB. Im Bogen über dem Haupt steht: DA LIG ICH VND RVO SCHICK DICH MVOST AVCH HERZVO. Die Inschrift bezieht sich auf das angebliche, aber unzutreffende Gründungsjahr 958 in der Klosterlegende von Kloster Auhausen aus dem 14. Jh. Die Platte in Formen des Spätmittelalters wie auch der Renaissance liegt seit dem 19. Jh. auf einer neuen Tumba aus (zum Teil spätromanischen?) Werkstücken vom Abbruch der Klostergebäude ab 1818 und zeigt den Verstorbenen lebensgroß in Ritterrüstung. Zu seinen Füßen ist links das Wappen des Familienzweiges Lobdeburg-Elsterberg zu sehen, und zwar in einer Ausführung, die statt des damaszierten Schrägrechtsbalkens einen damaszierten Balken zeigt. Das Grabmal wird der Werkstatt des Hans Fuchs in Nördlingen zugeschrieben.